# Mirko Deanović
Mirko Deanović (Dubrovnik, 1890. május 13. – Zágráb, 1984. június 16.) horvát romanista és regényíró, lexikográfus, irodalomtörténész, a Zágrábi Egyetem Filozófiai Karán a romanikus filológia rendes professzora és ezen a karon az olasz nyelv és irodalom tanszék alapítója.

## Élete
Az általános iskolát (1896-1900) és a klasszikus középiskolát (1900-1908) Dubrovnikban végezte. Bécsben romanikát és szláv filológiát (1908-1911), Firenzében olasz nyelvet (1911-1912) tanult, majd 1913-ban Bécsben diplomázott, ahol „Die Übersetzungen des Anton Gleđević” című  disszertációjával doktorált. Ezután a spliti reálgimnázium igazgató helyettese volt (1913-1915), ahonnan a délszláv irányultságú szellemi tevékenysége miatt elbocsátották. Az első világháborúban végig katona volt. 1919-tól rendes középiskolai tanárként dolgozott Splitben. 1927-től a Romanikai Szeminárium olasz nyelvi lektora, 1930-ban Petar Skok egyetemi docens javaslatára adjunktus, 1940-ben pedig a Zágrábi Egyetem Filozófiai Karán a romanika filológia rendes professzora volt. 1930-ban a filozófiai karon megalapította és 1961-es nyugdíjazásáig vezette az olasz szemináriumot. 1954-től 1955-ig a filozófiai kar dékánja, majd dékánhelyettese volt.
A második világháború idején szabadkőművesség miatt az usztasa hatóságok deportálták, és 1941–42-ben az ógradiskai táborban raboskodott. Ezt követően P. Skok és F. Ramovš közreműködésével megalkotta a „Cadastre National de l'Istrie” (Isztriai nemzeti kataszter) című művet, mely az Isztria etnikai, nyelvi és történelmi helyzetét dokumentálta. A kataszter segítségével határozták meg a második világháború után Jugoszlávia nyugati határait. 1960-tól a Horvát Tudományos és Művészeti Akadémia (HAZU) és más akadémiák (firenzei, római, velencei) rendes tagja volt. Tudományos munkásságáért számos külföldi és hazai díjjal jutalmazták.

## Tudományos munkássága
Tudományos célból gyakran utazott Olaszországba és Franciaországba, Dubrovnikban is kutatott. Irodalmi és nyelvészeti területen egyaránt dolgozott. Tanulmányozta a francia, olasz és horvát irodalom kapcsolatait, különös tekintettel a dubrovniki kulturális és irodalmi múltra, a horvát nyelv román elemeire és az isztroromán nyelvre. Olasz, francia és német nyelven publikált, számos nemzetközi kongresszuson vett részt. Ő kezdeményezte és szerkesztette a „Bulletin de l'Atlas linguistique méditerranéen”-t (Mediterrán Nyelvi Atlasz). Tagja volt a Horvát Filológiai Társaságnak, a „Société de Linguistique de Paris”nak, a „Société de Linguistique romane”-nak és 1958-tól a Jugoszláv Tudományos és Művészeti Akadémiának (JAZU). Három szótárt készített: az olasz-horvát szótárt (Josip Jernejjel), a horvát-olasz szótárt, valamint a horvát-francia szótárt (J. Dayre és R. Maixner társszerkesztésével). Pavlo Tekavčićtyal az isztriai nyelv etimológiai szótárának anyagát készítette el, amely kéziratban a mai napig kiadatlan.Kutatásai során felfedezte Voltaire egy eddig észrevétlen és kiadatlan művét.

## Fordítás
Ez a szócikk részben vagy egészben  a   Mirko Deanović című horvát Wikipédia-szócikk ezen változatának fordításán alapul.  Az eredeti cikk szerkesztőit annak laptörténete sorolja fel. Ez a jelzés csupán a megfogalmazás eredetét és a szerzői jogokat jelzi, nem szolgál a cikkben szereplő információk forrásmegjelöléseként.